# Castillo de Nihonmatsu
El castillo de Nihonmatsu (二本松城, Nihonmatsu-jō) fue un castillo japonés sito en la actual ciudad de Nihonmatsu, al norte de la Prefectura de Fukushima, Japón.
Durante la mayor parte del periodo Edo, el castillo fue la sede del clan Niwa, daimios del Dominio de Nihonmatsu. El castillo era también conocido como "Kasumi-ga-jō" (霞ヶ城?)" o "Shirahata-jō" (白旗城?)". El castillo fue considerado como uno de los 100 mejores castillos de Japón por la Fundación de Castillos de Japón en 2006, y en 2007 fue declarado Sitio Histórico Nacional. Las terrenos del castillo constituyen también un lugar destacado para la contemplación del florecimiento de los cerezos en primavera.

## Localización
El castillo de Nihonmatsu está situado en un espolón del monte Adatara, aproximadamente a medio camino entre las ciudades de Fukushima y Kōriyama, a lo largo del río Abukuma. El recinto principal del castillo estaba situado originalmente en la cima de la colina, con recintos secundarios alrededor de la base.
Tras la destrucción del recinto principal durante las batallas de finales del periodo Sengoku, el castillo fue reconstruido en la base del cerro. El castillo era de gran importancia estratégica dada su posición en el Oshu kaido, la carretera que comunicaba Edo con el norte de Japón.

## Historia

### Periodos Muromachi y Sengoku
Durante el periodo Muromachi se construyó una fortificación en la ubicación del castillo de Nihonmatsu. En 1341, Hatakeyama Takakuni, que había sido nombrado Ōshū tandai (funcionario de alto rango) por el shogunato Ashikaga, construyó una residencia fortificada en dicha ubicación, y le cambió el nombre a Nihonmatsu. A pesar de su título y posición, Hatakeyama Takakuni se vio relativamente impotente contra los clanes Date y Ashina, cuyos territorios rodeaban los suyos. Nihonmatsu Mitsuyasu reconstruyó el castillo de Nihonmatsu a principios del siglo XV.
En 1568, Nihonmatsu Yoshitsugu fue atacado por Date Terumune, el padre del famoso Date Masamune. Superado en número y vencido, simuló rendirse pero, en vez de ello, tomó a Terumune como rehén. Las fuerzas de Masamune contraatacaron y, en el combate subsiguiente, murieron tanto NIhonmatsu Yoshitsugu como Date Terumune.
El clan Date se enfrentó en 1585 en la Batalla de Hitotoribashi a una alianza de los clanes Satake, Ashina, Iwaki e Ishikawa de la Provincia de Hitachi, que pretendían aprovechar la debilidad de Nihonmatsu para hacerse con el territorio. El castillo capituló y, al año siguiente, Date Masamune atacó Nihonmatsu. El hijo de Hatakeyama Yoshitsugu incendió el castillo y huyó a Aizu. Tras estos acontecimiento, Date Masamune reconstruyó el castillo, lo convirtió en una fortificación clave de su frontera contra el clan Ashina, y asignó a su general Katakura Kagetsuna como castellano. Kagetsuna fue reemplazado más tarde por el tío abuelo de Masamune, Date Shigezane.
Después de la derrota de los Ashina, el clan Date se convertiría en el clan más poderoso de la región de Tohoku. Aun así, con el ascenso al poder de Toyotomi Hideyoshi, el clan se vio forzado a someterse y a entregar la región de Nihonmatsu en 1589 al favorito de Hideyoshi, Gamō Ujisato, quién gobernaba el Dominio de Aizu (900,000 koku). Tras la muerte de Gamō Ujisato, sus territorios le fueron asignados a Uesugi Kagekatsu, quién también gobernaba Aizu. El clan Uesugi se puso del lado de la facción de Toyotomi y, tras la derrota de su bando en la batalla de Sekigahara vieron sus territorios sustancialmente reducidos por Tokugawa Ieyasu tras la implantación del shogunato Tokugawa.

### Periodo Edo
Durante el shogunato Tokugawa el castillo fue brevemente asignado al clan Matsushita, una rama del clan Gamō, (hasta 1627). Posteriormente el territorio le fue asignado a Kato Yoshiakira, uno de los héroes de la Batalla de Shizugatake y constructor del castillo de Matsuyama en la Provincia de Iyo. En 1643, el clan Niwa  fue transferido y se convirtieron en daimios del Dominio de Nihonmatsu. El clan Niwa abandonó las viejas fortificaciones de la parte alta del cerro y reconstruyó por completo el castillo en la base, desde donde gobernaron hasta la restauración Meiji.

#### La guerra Boshin
Al estallar el conflicto en 1868, el Dominio de Nihonmatsu se unió a una coalición de clanes partidarios del shogunato (el Ōuetsu Reppan Dōmei), y fue el escenario de la Batalla de Nihonmatsu durante la campaña de Aizu. El castillo fue tomado tras un solo día de lucha, ante la potencia de fuego superior de la Alianza Satchō partidaria del gobierno Meiji. Durante la batalla murieron 337 samuráis de Nihonmatsu y 206 samurais aliados, y gran parte del castillo fue destruido.

### El castillo hoy
Como sucedió con otros muchos castillos japoneses, en 1872, tras la restauración Meiji las estructuras de castillo que quedaban en pie fueron demolidas y su emplazamiento fue ocupado por un parque, el parque Kasumigajō, notorio por sus cerezos en flor en primavera y por un festival de muñecas hechas de flores de crisantemo en otoño.
En 1982, se reconstruyeron la puerta de Minowa y una torre  (yagura) y se repararon los muros de piedra. La base de piedra de la de la torre del homenaje principal se restauró en 1993. El área fue declarada Sitio Histórico Nacional en el año 2007.